# Pays-Bas au Concours Eurovision de la chanson 2017
Les Pays-Bas sont l'un des quarante-deux pays participants du Concours Eurovision de la chanson 2017, qui se déroule à Kiev en Ukraine. Le pays est représenté par le groupe O'G3NE et la chanson Lights and Shadows. Le pays termine 11e avec 150 points lors de la finale.

## Sélection
Le diffuseur néerlandais AVROTROS confirme sa participation le 29 septembre 2016. Le 29 octobre 2016, il annonce que le pays sera représenté par le groupe O'G3NE, sélectionné en interne. Le groupe est constitué de trois sœurs, l'aînée, Lisa, et deux jumelles plus jeunes, Amy et Shelly. Elles ont représenté les Pays-Bas au Concours Eurovision de la chanson junior 2007. Leur chanson, intitulée Lights and Shadows, est publiée le 3 mars 2017.

## À l'Eurovision
Les Pays-Bas participent à la deuxième demi-finale, le 11 mai 2017. Arrivé 4e avec 200 points, le pays se qualifie pour la finale du 13 mai 2017, où il termine 11e avec 150 points.